# Veljko
Veljko je moško osebno ime.

## Izvor imena
Ime Veljko (tudi Velko) je različica moškega osebnega imena Velimir.

## Pogostost imena
Po podatkih Statističnega urada Republike Slovenije je bilo na dan 31. decembra 2007 v Sloveniji število moških oseb z imenom Veljko: 215.

## Osebni praznik
Osebe z imenom Veljko lahko godujejo skupaj z Velimiri.